# Orjîțea, Hrebinka
Orjîțea (în ucraineană Оржиця) este un sat în comuna Slobodo-Petrivka din raionul Hrebinka, regiunea Poltava, Ucraina.

## Demografie
Componența lingvistică a localității Orjîțea
     Ucraineană (98,53%)
     Rusă (1,18%)
     Alte limbi (0,29%)
Conform recensământului din 2001, majoritatea populației localității Orjîțea era vorbitoare de ucraineană (98,53%), existând în minoritate și vorbitori de rusă (1,18%).